# Provincia de Chauen
La provincia de Chauen (en árabe: شفشاون‎, en lenguas bereberes: ⴰⵛⵛⴰⵡⵏ, en francés: Chefchaouen), creada por Dahir de 1975, es una Provincia de Marruecos perteneciente a la región de Tánger-Tetuán-Alhucemas y situada en el nordeste del país, en la Yebala.
Limita al norte con el mar Mediterráneo cuya costa mide 120 km, al sur con las provincias de Taunat y Sidi Kacem, al este con la provincia de Alhucemas y al oeste con las provincias de Tetuán y de Larache. Pertenece a la región Tánger-Tetuán-Alhucemas. La población es mayoritariamente rural, tiene 547.000 habitantes y una superficie total de 4.180 km².

## Geografía física
La orografía es mayoritariamente montañosa. Forma parte del Rif, con cimas
que superan los 2000 msnm, como es el caso de Jebel Lakraa (2159 m s. n. m.). Hay algunas llanuras en la zona costera de la provincia. Esta topografía propicia fuertes contrastes climáticos. En las zonas montañosas se pueden dar situaciones ciclónicas con importantes precipitaciones invernales (superan los 2000 milímetros anuales), mientras que en las zonas costeras el clima es semiárido, con escasas precipitaciones.

## Demografía
Es un territorio principalmente rural. Su tasa de urbanización apenas llega al 12,5 % de la
población.

## División administrativa
La provincia consta de 1 municipio y 32 comunas:

### Municipios
- Chauen

### Comunas
- Meter
- Bab Berret
- Beni Ahamed Charquía
- Beni Ahamed Garbía
- Beni Erzín
- Beni Esmih
- Eunán
- Mensora
- M'Tioua
- Ouaouzgane
- Puente Melha
- Tamorot
- Bab Taza
- Beni Derkul
- Dukala
- Beni Salah
- Dárdara
- Fifi
- Gadir
- Tanacob
- Beni Buzra
- Beni Mansort
- Beni Selmán
- Lesteja
- Talambot
- Taasif
- Tizgane